# Clementine von Wallmenich

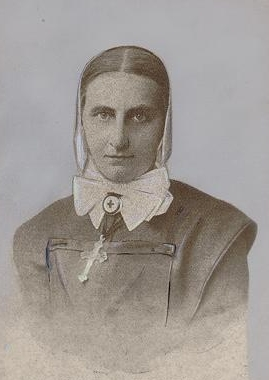
Clementine von Wallmenich (um 1890)

Clementine von Wallmenich (* 14. Juni 1849 in München; † 14. Juli 1908 an Bord der Erna Woermann auf einer Inspektionsreise in die deutschen Kolonien nach Afrika) war eine deutsche Krankenschwester, Oberin und Begründerin der ersten Hochschule für Pflege-Oberinnen im Deutschen Kaiserreich.

## Leben und Wirken
Clementine von Wallmenich war die Tochter des Oberlandesgerichtspräsidenten Karl von Wallmenich und dessen Ehefrau Dorothea. Im Deutsch-Französischen Krieg 1870/71 ließ sie sich beim Bayerischen Frauenverein vom Roten Kreuz zur freiwilligen Schwesternhelferin ausbilden. Im Jahr 1894 wurde sie von Prinzessin Marie Therese von Bayern zur Oberin der Pflegerinnenanstalt des Bayerischen Frauenvereins vom Roten Kreuz in München ernannt. Hier erreichte sie erstaunliche Erfolge, so dass Kaiserin Auguste Victoria sie im Jahr 1901 nach Berlin berief, um unter ihrem Protektorat ein Rotkreuz-Mutterhaus in Berlin-Weißensee aufzubauen. Clementine von Wallmenich war der Meinung, dass die Mutterhausorganisation zwingend notwendig für die ethische Erziehung angehender Pflegekräfte sei. Auch Selbstbestimmung sah sie als wichtiges Bildungsziel an. „Rotkreuzwerk“ war für Wallmenich „Gotteswerk.“ Sie vertrat diese Meinungen in Publikationen in der Zeitschrift „Die Krankenpflege.“
Im Jahr 1903 gründete Clementine von Wallmenich als Leiterin der DRK-Schwesternschaft München eine Schule zur Ausbildung von Oberinnen. Die Schule zog bereits 1905 nach Kiel um und wurde der dortigen Schwesternschaft angegliedert, in der Wirtschaftskrise 1923 musste sie geschlossen werden. 1927 wurde sie als Werner-Schule vom Deutschen Roten Kreuz in Berlin wiedergegründet, zog 1944 nach Göttingen um und hatte dort bis 2016 Bestand. Diese Oberinnenschule war die erste Bildungsstätte in Deutschland für die Ausbildung von Leitungskräften in der Pflege. Erst im Jahr 1911 folgte die Gründung der Frauenhochschule in Leipzig, an der ebenfalls Oberinnen ausgebildet wurden.
1904 wurde Clementine von Wallmenich Referentin für Schwesternangelegenheiten im Zentralkomitee der Deutschen Vereine vom Roten Kreuz. Vorausgegangen war eine Auseinandersetzung mit dem Generalsekretär des Pflegekomitees des Bayerischen Frauenvereins vom Roten Kreuz, das die Kündigung Clementine von Wallmenichs ohne vorherige Ankündigung beschloss. Der Generalsekretär teilte ihr diese Entscheidung schroff und für sie völlig unerwartet mit.

### Afrika
Am 10. Mai 1908 bestieg Clementine von Wallmenich in Hamburg die Erna Woermann, um die Rotkreuz-Krankenpflege in Afrika zu inspizieren. Nach einem Aufenthalt in Kamerun und Togo erlag sie auf der Rückreise auf diesem Schiff einer Typhus-abdominalis-Erkrankung. Ihre letzte Ruhestätte fand sie in Monrovia (Liberia). Der Deutsche Frauenverein für Krankenpflege in den Kolonien ließ ihr hier ein Grabmal errichten.
Im Jahr 1930 veröffentlichte Elsbeth von Keudell, Oberin des Gräfin-Rittberg-Schwestern-Vereins vom Roten Kreuz, die Biographie Clementine von Wallmenichs. Wallmenich hatte Elsbeth von Keudell zu Beginn deren Karriere als Oberin sehr geprägt.

## Ehrungen
- Clementine von Wallmenich Hochschule – Fachhochschule im Deutschen Roten Kreuz Göttingen von 2003 bis 2008

## Veröffentlichungen
- Die Vereine vom Roten Kreuz, besonders die Schwestern vom Roten Kreuz – ein Beruf auch für Töchter gebildeter Kreise, Vortrag am 14. November 1897 im Verein für Arbeiterinnenheim. Königl. Hof- und Universitäts-Buchdruckerei Wolf, München 1897.
- Sittlich-religiöse Berufs-Erziehung der Lernschwestern vom Rothen Kreuz, Vortrag für den IV. Verbandstag der Frauenvereine in Heidelberg. Carl Heymann Verlag, Berlin 1899.
- Die Krankenpflege von Männern durch Frauen. Die Stellung der Oberin im modernen Krankenhaus. Lehmann Verlag, München 1902.